# Rak debelog crijeva
Rak debelog crijeva ili kolorektalni karcinom jedna je od najčešćih zloćudnih bolesti kod oba spola. Većina bolesnika je oko 60 godine života ili starija, uzrok nastanka nije točno poznat, ali je epidemiološkim istraživanjima uočena viša pojavnost u visokociviliziranih naroda u čijoj je prehrani visok udio životinjske masti, a malo biljnih vlakana.
Povećani rizik razvoja raka debelog crijeva imaju bolesnici s ulceroznim kolitisom (rizik se povećava s trajanjem bolesti) i obiteljskom polipozom. Oko četvrtina bolesnika s kolorektalnim karcinomom ima u obiteljskoj anamnezi barem jednog člana s istom bolesti.
Otkrivanjem raka debelog crijeva u ranoj fazi, mogu se spasiti životi. Tada je liječenje vrlo uspješno, jer se rak razvija sporo. Time se smanjuje potreba za operativnim zahvatima. Osobe starije od 50 godina trebale bi otići na testiranje svake godine, a najmanje svake treće godine. Gvajakovim testom testira se nevidljiva krv u stolici. Ako se utvrdi, to je prvi znak raka, polipa ili drugih bolesti debelog crijeva. Digitorektalnim pregledom otkriva se rak u predjelu završnog crijeva i rak prostate. Kolonoskopskim pregledom može se pregledati cijelo debelo crijevo, kao i rendgetskim pregledom. Rak se može uspješno liječiti kemoterapijom ili radijacijom.
Zaštita protiv raka debelog crijeva je umjerena tjelesna aktivnost, povrće i voće s puno vlakana (kupus, kelj, cvjetača, limun, grejp, naranča, mekinje itd). Treba izbjegavati masnu, jako prženu, dimljenu i suhomesnatu hranu. Redovito pražnjenje stolice pomaže u prevenciji. 
U Hrvatskoj je 2002. godine oboljelo 2663 osoba, a godinu dana kasnije umrlo je 1622 pacijenta od raka debelog crijeva.

Tumori debeloga crijeva
Tumori debeloga crijeva mogu biti maligni ili benigni i jedan su od najvećih zdravstvenih problema u svijetu. Češći su u visokorazvijenim zemljama. Bolest je posebno česta u SAD-u, Australiji i visokorazvijenim zemljama Europe. U ovom pregledu čemo prikazati samo maligne tumore debelog crijeva.

## Epidemiologija
Karcinom debelog crijeva je danas 4. zloćudna bolest po učestalosti u svijetu s pozitivnom tendencijom daljnjeg rasta. Osobito visoka incidencija nalazi se u zapadnoj Europi,SAD-u i u Australiji. U posljednjih petnaestak godina primjetan je pad incidencije u SAD-u, što se dovodi u vezu s promjenom u načinu prehrane ali i s mjerama ranog otkrivanja tumora te preventivnim odstranjivanjima adenoma,koji je preteča karcinoma debelog crijeva. U Hrvatskoj je rak debelog crijeva na drugom mjestu među zloćudnim bolestima u muškaraca (iza raka pluća) a u žena iza raka dojke. Kad gledamo poredak u tumorima probavnog sustava tu je na prvom mjestu ispred raka želuca. Prema posljednjim podacima registra za rak RH u 1998.god. u Hrvatskoj je od raka kolorektuma obolilo 2 238  osoba, 1 227  muškaraca i1 011 žena,što znači da je 14% svih novootkrivenih zloćudnih tumora u muškaracai 13% u žena. Incidencija u muškaraca bila je 53/100 000 a u žena 41/100 000.

## Etiopatogeneza
Danas postoje dobro određeni rizični faktori nastanka bolesti ali ipak se u više od 75% bolesnika javlja bez poznatog uzroka.Većina karcinoma nastaje iz adenoma i danas se adenom debelog crijeva smatra prekancerozom.Kod adenoma većeg od 1 cm kroz deset godina razvit će se u 15% slučajeva karcinom.Za nekih 5% karcinoma odgovorni su nasljedni sindromi kao npr. obiteljska adenomatozna polipoza(FAP) i nasljedni nepolipozni kolorektalni karcinom (HNPCC) a manje značajni su Gardnerov i Turcotov sindrom.
Utvrđeni su i neki geni koji se dovode u vezu s nasljednim oblicima karcinoma,kao što su APC za FAP,Gardnerov i Turcotov sindrom,te MSH2,MSH6,MLH1,PMS1 za HNPCC.Kod obiteljske polipoze ako se ne liječi doči če do karcinoma već oko 40. godine života.Onkogeni i mutacije u tumorsupresorskim genima igraju značajnu ulogu u nastanku tumora.Mutacije na K-ras onkogenu nalaze se češće nego u ostalim onkogenima .U bolesnika s adenomima većim od 1 cm nalaze se u otprilike 50% slučajeva,a u sličnom postotku nalaze se i u karcinomu kolorektuma.Osnovni čimbenici odgovorni za razvoj karcinoma su predispozicija za mutageni učinak,fekalni mutageni,veća količina mesa osobito crvenog u prehrani,žučne kiseline i povišeni pH stolice.Predodređujući faktori su dob iznad 50 godina života,ulcerozni kolitis i Crohnova bolest.U osoba operiranih zbog kolorektalnog karcinoma postoje tri puta veći rizik od nastanka metakronog karcinoma,a rizik nastanka karcinoma u osoba s polipima debeloga crijeva je tri do pet puta veći.

### Primarna prevencija
Prehrana bogata vlaknima,smanjenje količine masti u hrani i dnevne količine crvenog mesa.Dokazana je i povoljan učinak fizičke aktivnosti,NSAR,aspirina,inhibicije stvaranja ciklooksigenaza,nadomjesne hormonske terapije u žena u postmenopauzi te izbjegavanje alkohola i pušenja.

### Sekundarna prevencija
Utvrđivanje populacije visokog rizika da bi se mogle provesti zaštitne mjere za nastanak bolesti.U tu skupinu se ubrajaju osobe s obiteljskom adenomatoynom polipozom,juvenilnom adenomatoznom polipozom,hamartoznom polipozom,obiteljskom anamnezom polipa ili karcinoma kolona te kroničnim kolitisom.Nadalje u tu skupinu ulaze i osobe koje u osobnoj anamnezi imaju kolorektalne polipe,preboljeli karcinom kolorektuma i zračenje zdjelice.Sve navedene osobe treba redovito kontrolirati.
Potreba ranog otkrivanja karcinoma debeloga crijeva temelji se na činjenici da su rezultati liječenja boli što se bolest ranije otkrije.U osoba starijih od 50 godina pregled stolice i digitorektalni pregled trebalo bi provoditi jednom godišnje,sigmoidoskopiju svakih pet godina,a kolonoskopiju svakih deset godina.Testiranje stolice jednom godišnje sprečava nastanak karcinoma u 18-33% osoba,sigmoidoskopija svakih 5 godina u 34-55%,a kolonoskopija svakih dest godina u 75% osoba.

## Klinička slika
Lokalizacija i veličina tumora dva su najvažnija čimbenika o kojima ovisi klinička slika bolesti. Osim krvarenja  najčešći simptomi bolesti su nelagoda u trbuhu i promjena u načinu pražnjenja stolice. Postoje razlike u kliničkoj slici tumora smještenih u lijevoj i desnoj polovici kolona. Karcinom smješten u cekumu i ascedentom kolonu često je asimptomatičan. Ako su simptomi prisutni, najčešće je riječ o nekarakterističnoj boli, pojavi tamnije boje stolice i konačno palpabilne tumorske mase. Sideropenična anemija nepoznatnog uzroka, posebno upućuje na dijagnozu karcinoma debeloga crijeva. Simptomi tumora lijeve polovice kolona najčešće su svijetla krv pomiješana sa stolicom, smanjen promjer stolice, promjena načina pražnjenja stolice,grčeviti bolovi i konačno zankovi opstrukcije lumena. Razvojem bolesti javljaju se druga metastatska žarišta kao npr. u jetri, lim. čvorovima i plućima. Jako bitan i često prvi simptom je nagli gubitak tjelesne težine, zbog kojeg se pacijenti uglavnom i javljaju liječniku.

## Diferencijalna dijagnoza
Diferencijalnodijagnostički ponajprije treba razlučiti benigne tumore debeloga crijeva, u prvome redu adenome. Konačno razgraničenje moguće je nakon patohistološke analize tumorskog tkiva. Od upalnih bolesti dijagnostički problem moče biti Crohnova bolest, rjeđe ulcerozni kolitis. Divertikulitisi, posebno descedentnoga kolona i sigme mogu se katkada očitovati sličnim simptomima kao i karcinomi.

## Dijagnostički postupak
Nakon detaljne anamneze u svih bolesnika sa simptomima bolesti debeloga crijeva ili postavljenom sumnjom na moguću neoplazmu postupkom probira potrebno je učiniti fizikalni pregled, digitorektalni pregled, irigografiju s dvostrukim kontrastom i kolonoskopiju. Prilikom kolonoskopije moguće je i odstraniti polipe i uzrti uzorke za ph. analizu. U bolesnika s karcinomom rektuma transrektalna će ultrasonografija dati uvid u dubinu invazije tumora i pomoći u planiranju kirurškog liječenja. Mjesta najčešćih metastaza su abdominalni limfni čvorovi, jetra, pluća. Određivanje kliničkog stadija bolesti standardni je postupak u onkoloških bolesnika. Prva podjela kolorektalnog karcinoma na osnovi phd nalaza, aktualna i danas, potječe iz prošlog stoljeća i pripisuje se američkom patologu Dukesu. Po toj ljestvici tumori debelog crijeva dijele se u tri skupine
```
 
A - Tumor nije probio crijevnu stijenku no nema metastaza
 
 
B - Tumor je probio crijevnu stijenku

 
C - Postoje metastaze u regionalnim limfnim čvorovima
```

Postoji i novija klasifikacija tzv. TNM (tumore,node,metastasis) klasifikacija
```
 
T1 - T4 označava dubinu invazije

 
N0- negativne limfne čvorove

 
N1- metastaze u 1-3 limfna čvora
  
 
N2- više od 3 pozitivna lim.čvora

 
M0- nema udaljenih metastaza

 
M1- prisutne udaljene metastaze
```

## Liječenje raka debelog crijeva
Liječenje raka debelog crijeva je najčešće multidisciplinarno što znači da se u većine primjenjuju dva ili tri oblika liječenja. Kirurško liječenje može biti radikalno ili palijativno odnosno parcijalno. Radikalno liječenje jedina je mogućnost za izliječenje. Odgovarajuća adjuvantna kemoterapija i zračenje uvelike mogu povećati izglede za preživljenjem. Potrebno je u potpunosti ukloniti tumor, regionalne drenažne puteve i limfne žlijezde. Uspjeh ovog liječenja ovisi o stadiju bolesti.
```
Dukes A - ima 90% izliječenje

Dukes B - 60-80%  izliječenje

Dukes C - 35-50%  izliječenje
```

Tip radikalne kirurške resekcije kolona ovisi o njegovom smještaju pa imamo desnu hemikolektomiju, resekciju poprečnog kolona, lijevu hemikolektomiju i proširenu resekciju sigmoidnog kolona. Resekcijski rub mora biti barem 5 cm proximalno i distalno od tumora. Odgovarajuća limfadenektomija važna je zbog smanjivanja rizika ostatne bolesti. Prisutnost do 4 metastaze u jetri nije razlog za odustajanje od radikalne operacije dok već više od 4 jest. S obzirom na smještaj karcinom rektuma ima svoje specifičnosti.
```
1)smještaj u maloj zdjelici ne dopušta radikalno kirurško liječenje abdom. putem

2)anatom. građa zdjelice otežava sigurnu eksciziju reg. lim. puteva

3)smještaj karcinoma u dist. dijelu rektuma zahtijeva odstranjivanje anusa i sfinkter. meh. uz stvaranje kolostome
```

U tumora smještenih u srednjem i donjem dijelu rektuma resekcijski rub može biti aboralno od tumora udaljen i nešto manje od 2 cm, Većina pozitivnih limfnih čvorova nalazi se u mezorektumu ali u oko 20% bolesnika tu mogu biti smještena i žarišta tumora pa se preporuča totalna mezorektalna ekscizija i detaljan pregled ekscidiranih rubova mezorektuma koji bi trebali biti negativni.
Kemoterapija je vrlo obećavajuća u liječenju karcinoma kolona posebice otkad je uveden u primjenu 5-fluorouracil(5-FU)osim njega koriste se još i kapecitabin, irinotekan, oksaliplatin i raltitreksed. U pravilu se primjenjuje u bolesnika koji spadaju u Dukes-B i Dukes-C da bi se djelovalo na zaostala metastatska žarišta. Adjuvantna kemoterapija u bolesnika s Dukes-C karcinomom smanjit će pojavu metastaza u 20-30% liječenih.

Radioterapija predstavlja značajan oblik liječenja u bolesnika s karcinomom rektuma. Posebice adjuvantna primjena zračenja s kemoterapijom. Ostali oblici zračenja imaju palijativni značaj. 
Adjuvantna kemoradioterapija primjenjuje se u radikalno operiranih bolesnika stadija Dukes-B i C jer je u njih rizik recidiva čak 50%. Nekoliko randomiziranih studija koje su u tijeku trebalo bi dat odgovor dali zračenje primijeniti postoperativno (što je sada najčešće) ili prijeoperativno.

## Prognoza
Ovisi izravno o dubini infiltracije stijenke debelog crijeva i patohistološkom nalazu regionalnih limnif čvorova.Udaljene metastaze u trenutku postavljanja dijagnoze ili njihova pojava nakon radikalne operacije loš su prognostički znak.U bolesnika sa stadijem
```
Dukes A - 80-90% petogodišnje preživljenje nakon radikalne operacije  

Dukes B - 60-80%  petogodišnje preživljenje nakon adjuvantne kemoradioterapije

Dukes C - 35-50%  petogodišnje preživljenje
```

## Vanjske poveznice
- europacolon  Arhivirana inačica izvorne stranice od 30. siječnja 2016. (Wayback Machine)